# Гринда звичайна
Гри́нда звича́йна (Globicephala melas) — морський ссавець, вид з роду гринда (Globicephala), підряду китоподібних. Належить до родини дельфінових, хоча його поведінка ближча до великих китів.

## Поширення
Проживає в помірних і приполярних зонах. Мешкає в океанських водах і деяких прибережних водах північної частини Атлантичного океану, включаючи Середземне море і Північне море. У Південній півкулі трапляється іноді до 68° пд. ш. 

## Морфологія
Морфометрія:
Дорослі особини важать від 1,8 до 3,5 тонн. Самець досягає в довжину від 3 до 6, максимум 8 метрів. Самиці менші, з максимальною довжиною 6 метрів. 

## Опис
Тіло майже циліндричне, голова сферична. Забарвлення темно-сіре з сірими або білими мітками на горлі та животі, а іноді за спинним плавником і очима.

## Екологія
Щодня Globicephala melas потрібно приблизно 50 кг їжі; це риба, кальмари, головоногі молюски. Під час нічного годування зазвичай занурюється в глибину до 600 метрів. Це дуже соціальні тварини, які можуть подорожувати в групах до 100 особин. 

## Відтворення
Вагітність триває приблизно від 12 до 15 місяців і дитинчата народжуються в самиці один раз на 3—5 років. Довжина новонароджених від 1,6 до 1,9 метрів. Через значно вищу смертністю серед самців, народжується приблизно 60 відсотків самиць і 40 відсотків самців. Самиці досягають статевої зрілості приблизно, коли мають 3,7 м довжини у віці від 6 до 7 років. Самці досягають статевої зрілості приблизно, коли мають 4,6 м довжини у 12-річному віці. Середня тривалість життя — від 30 до 50 років, найстарішим відомим представником виду була самиця віком 57 років.